# Bataille au sabre
 (juillet 2025).
Pour plus de détails, voir Fiche technique et Distribution.
Acteurs japonais : Bataille au sabre est un court métrage d'une minute réalisé par les frères Lumière en 1898. Ce film appartient au genre documentaire. Il a été tourné au Japon en 1897. Des samouraï se battent au sabre. Un acteur de Kabuki nommé Sadanji Ichikawa joue dans le film. Le sang est dirigé avec un seau d'eau.